# Type 80 (pistola)
La Type 80 è una pistola mitragliatrice da combattimento ravvicinato, prodotta in Cina a partire dai primi anni 1980 e in uso in seno all'Esercito Popolare di Liberazione cinese. È stata sviluppata dalla Norinco negli anni '70, influenzata dal design della tedesca M712 Schnellfeuer.